# WWF Attitude
WWF Attitude é um jogo desenvolvido para Nintendo 64, Playstation e Dreamcast desenvolvido pela Acclaim.
O jogo consiste em apenas uma coisa: Wrestling. Ele, em especial, retrata um período específico que ocorreu na WWE que se chamou Attitude Era. 
Neste título figuram diversos lutadores de 1999, mesmo que alguns não foram representados nesse game, que pode ser jogado nos modos:
- Carreira - onde você escolhe um lutador e luta até conseguir um cinturão onde habilitará uma das opções do cheat mode.
- Multiplayer - onde você pode lutar com seu amigo ou parente
- Create - é possível criar seu lutador
- Pay-Per-View - onde você pode criar seu próprio campeonato e estágio.

O jogo faz uma homenagem ao wrestler Owen Hart nas versões para Nintendo 64 e Playstation. Hart morreu em 23 de maio de 1999 ao cair de uma altura de 24 metros durante um evento Pay-Per-View no Kemper Arena em Kansas City, Missouri. No Dreamcast essa homenagem não aparece.